# Tomicobomorphella
Tomicobomorphella is een geslacht van vliesvleugeligen uit de familie Pteromalidae. De wetenschappelijke naam van dit geslacht is voor het eerst geldig gepubliceerd in 1915 door Girault.

## Soorten
Het geslacht Tomicobomorphella is monotypisch en omvat slechts de volgende soort:
- Tomicobomorphella justicia Girault, 1915